# Boulevards parisienses

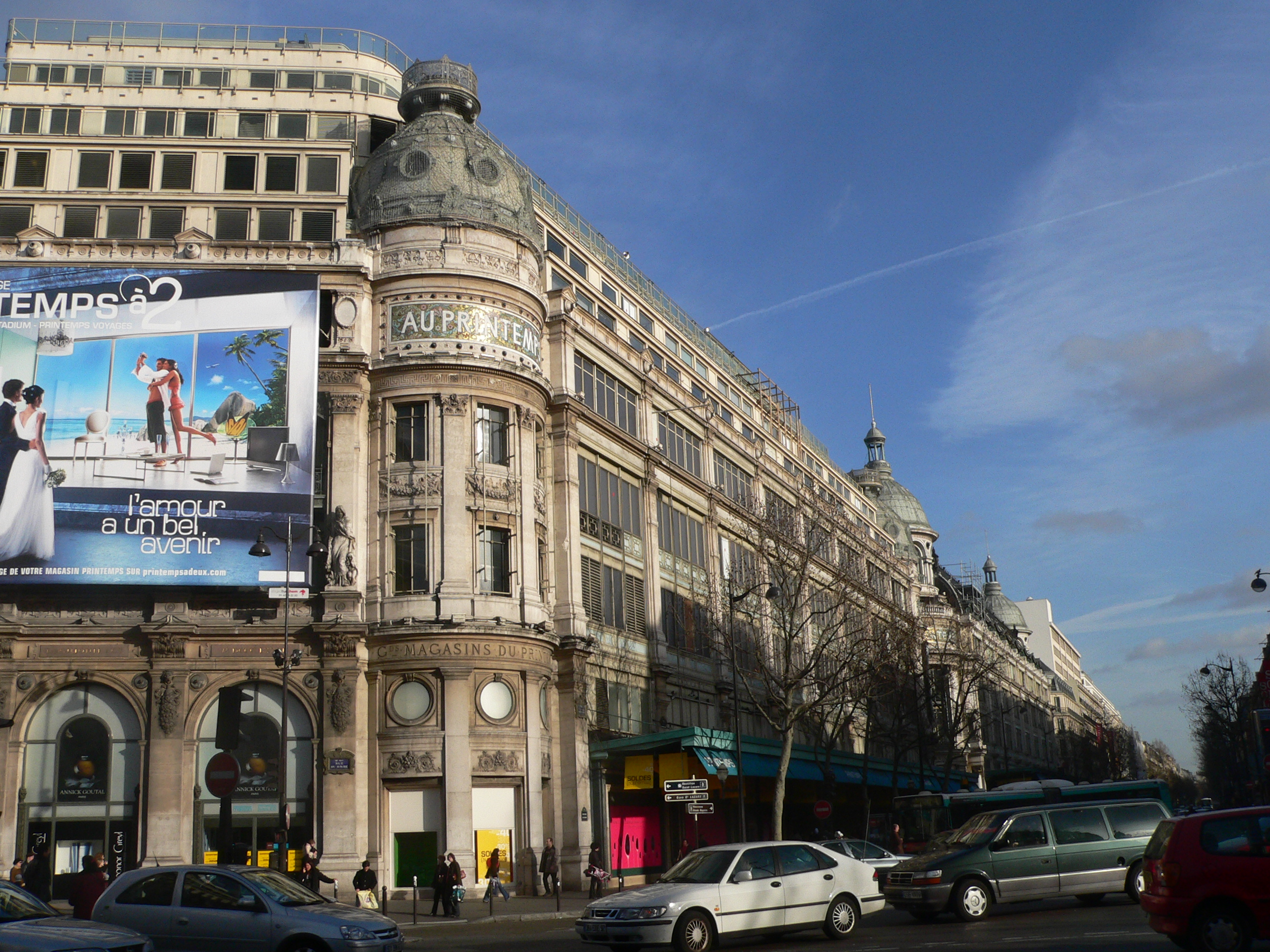
Boulevard Haussmann com as lojas do Printemps.

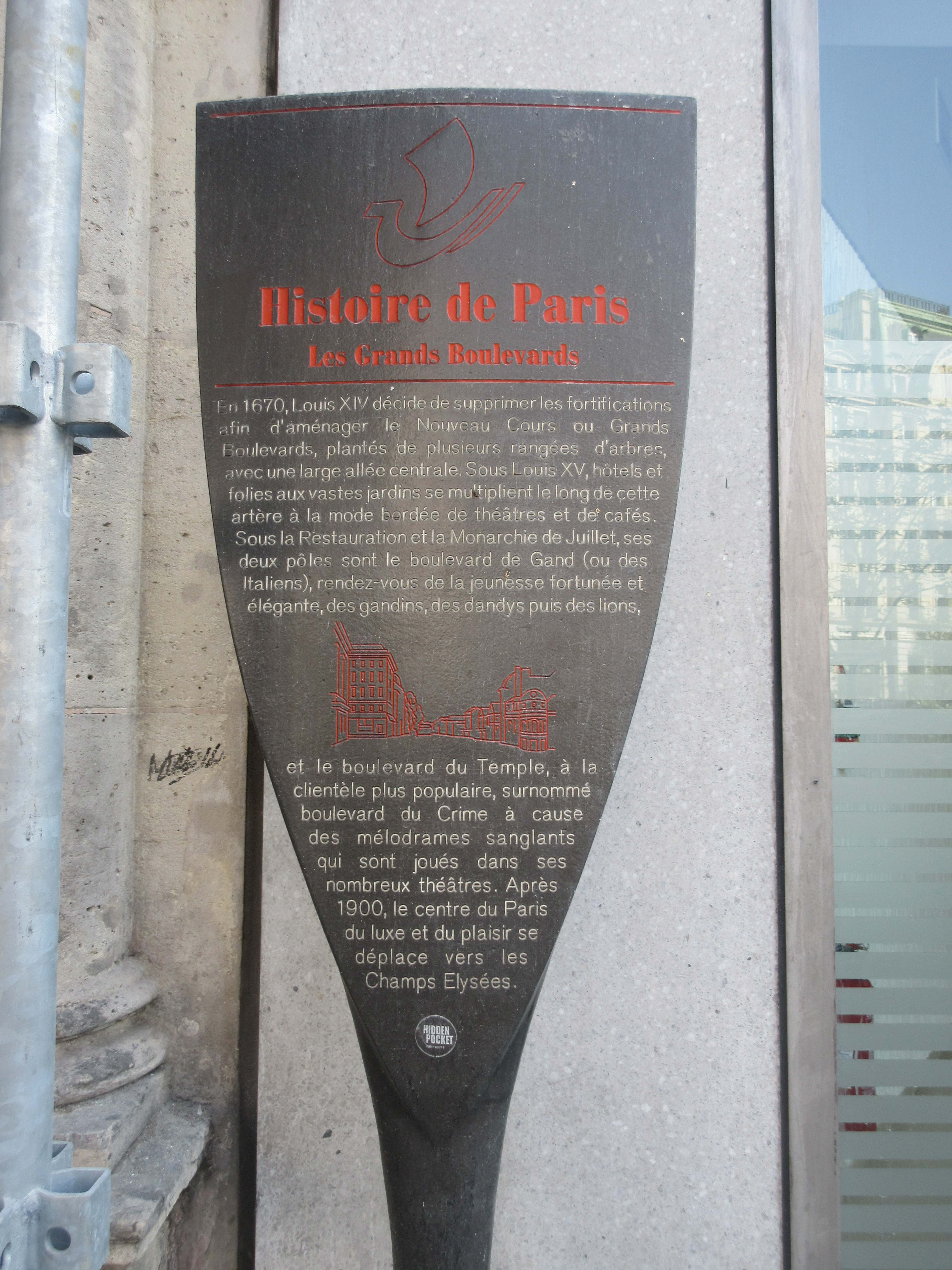
Painel História de Paris.

Os Boulevards de Paris constituem uma parte importante da identidade urbana e social de Paris. Eles foram construídos por iniciativa do poder central, no local das fortificações concêntricas sucessivas da cidade quando se tornaram obsoletas. O nome de "boulevard" vem do holandês Bolwerc, "trabalho de prancha", indicando primeiro o reparo, depois o terrapleno do reparo.
Os boulevards estão associados a um certo estado de espírito de deambulação e leveza. Essa vocação para o entretenimento se manifesta no século XVIII, pela instalação de muitos teatros ao redor da Porte Saint-Martin. O espírito "boulevardier" se desenvolveu nos teatros de boulevard, que produziam peças leves e divertidas, distantes do academicismo dos teatros oficiais. O Boulevard du Temple, portanto, recebe o apelido "Boulevard du Crime" na época da Restauração, alusão aos inúmeros crimes cometidos não na rua, mas nos palcos do teatro. A primeira apresentação de cinematógrafo público também aconteceu nos Grands Boulevards.
Na margem direita, Paris tem três filas de boulevards:
1. Os Grands Boulevards;
2. Os boulevards construídos no lugar do Muro dos Fermiers Généraux (sem nome genérico particular);
3. Os Boulevards dos Marechais, construídos após a destruição do Muro de Thiers.

A margem esquerda também inclui vários anéis de boulevards de estrutura menos regular:
1. Os Boulevards do Midi;
2. Os boulevards construídos no lugar do Muro dos Fermiers Généraux com uma parte comum com os boulevards do Midi;
3. Os boulevards construídos sob o Segundo Império dentro do anel viário dos Boulevards du Midi e aqueles do Muro dos Fermiers Généraux;
4. Os boulevards dos Marechais, construídos após a destruição do Muro de Thiers.

O Boulevard périphérique mantém a ideia de boulevard, a de cinturão, mas não inclui nenhuma das características sociais e culturais dos boulevards parisienses.

## Os Grands Boulevards

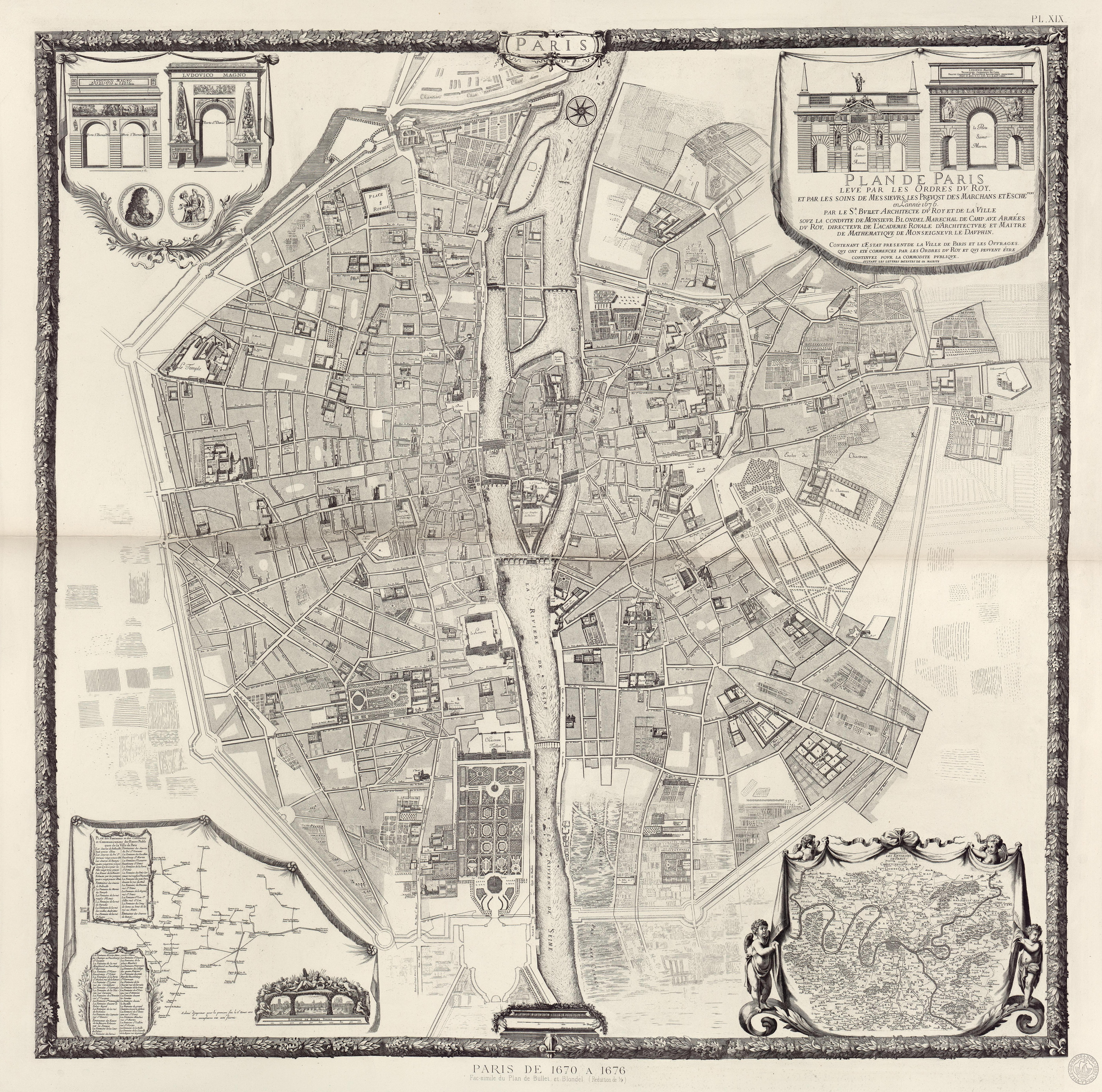
Projeto de 1675 baseado no plano de Bullet.

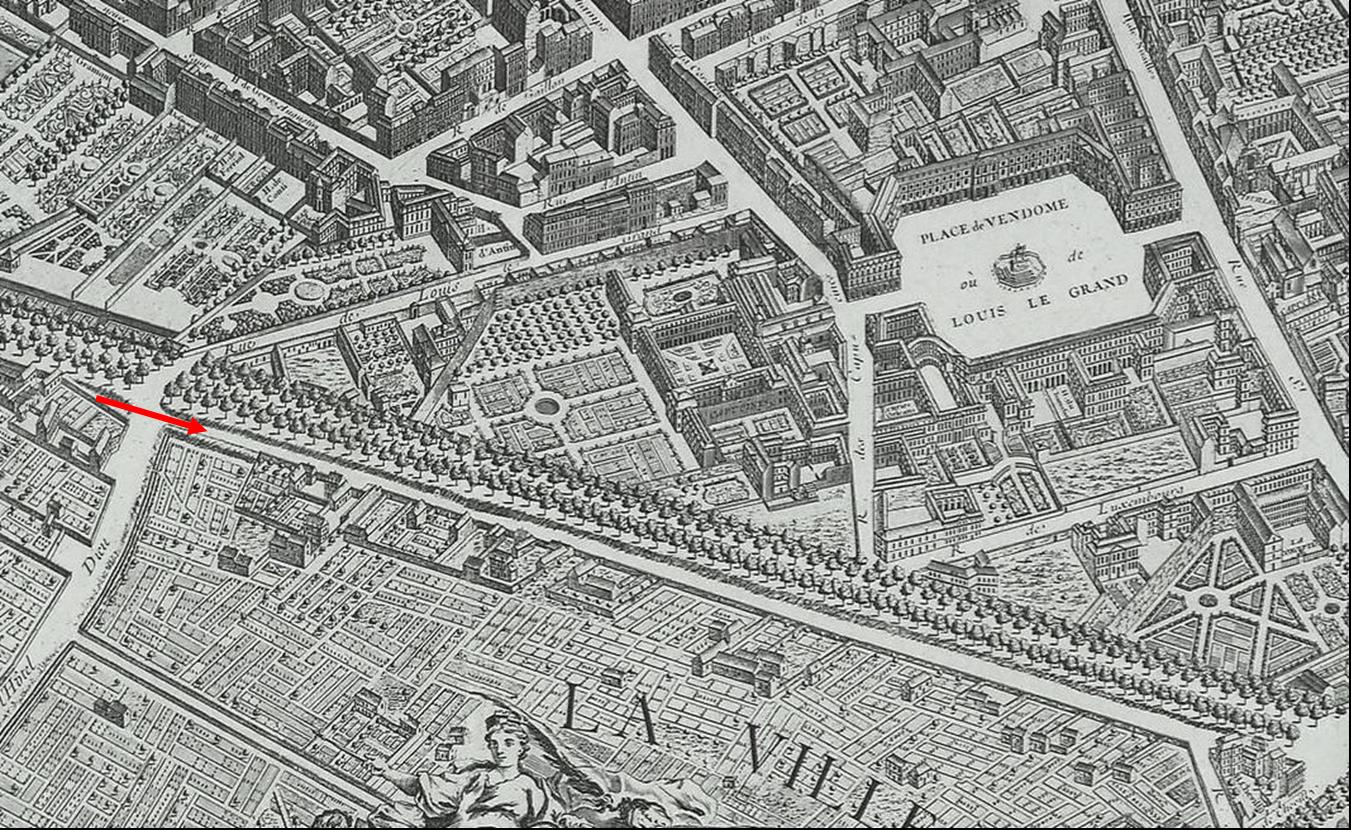
Os boulevards no mapa de Turgot (1736) alguns anos após sua criação no local das paredes niveladas.

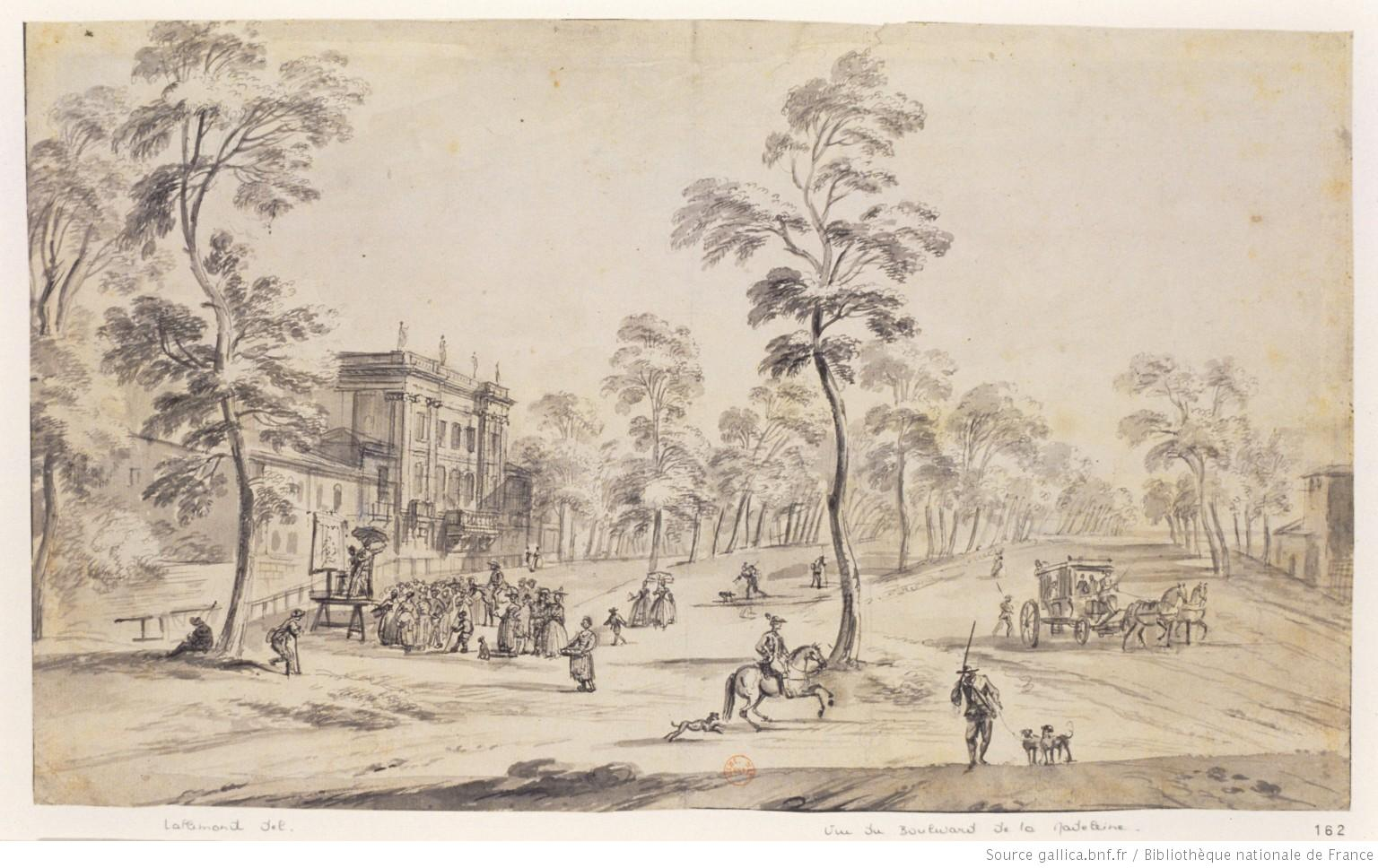
Boulevard des Capucines, logo após sua criação: terreno acidentado e arborização dupla para circulação de automóveis.

### Criação
Os Grands Boulevards designam as boulevards parisienses por excelência. Eles se situam na margem direita, no lugar das antigas fortificações de Carlos V e Luís XIII. Os Grands Boulevards são compostos hoje (exaustivamente) pelos boulevards Beaumarchais, des Filles-du-Calvaire, du Temple, Saint-Martin, Saint-Denis, de Bonne-Nouvelle, Poissonnière, Montmartre, des Italiens, Capucines e Madeleine.
O segundo recinto construído em torno de Paris foi o Muro de Carlos V, construído de 1370 a 1382 da Porte Saint-Antoine na atual Praça da Bastilha até a Porte Saint-Denis, e em seguida até o Louvre. Na parte noroeste, foi substituído pelo Muro de Luís XIII ou recinto das valas amarelas construídas a partir de 1556 do Sena à Porte Saint-Honoré (atual Place de la Madeleine e melhorada de 1633 a 1636 além da Porte Saint-Denis.
Por volta de 1660, essas fortificações estavam em más condições e tornaram-se inúteis após as vitórias de Luís XIV.
A substituição da antiga muralha foi decidida nestes termos por decisão do Conselho de Estado de 7 de junho de 1670: 
o rei estando em seu Conselho tendo sido representado […] o plano que ele havia feito das muralhas do portão de Saint-Antoine ao de Saint-Martin, cerca de 1200 toesas [cerca de 2 quilômetros] de comprimento 16 toesas de largura [cerca de 32 metros] largo arborizado que se vai construir no lugar dos antigos baluartes e fossos […] dentro do qual se deixará o baluarte uma rua pavimentada de 3 a 4 toesas [6 a 8 metros] de largura[…].
 Apesar do mapa anexo ter desaparecido, o projeto exposto até aquela data não é conhecido com precisão. Notamos, além disso, que a paragem refere-se apenas à parte oriental das muralhas e previa apenas uma rua relativamente modesta.
O projeto de passeio e via de comunicação surge nos anos seguintes. Um dos primeiros documentos gerais relativos aos Grands Boulevards é o plano de Paris elaborado pelo arquiteto Pierre Bullet em 1675, seguindo uma ordem em 1673 do preboste dos mercadores, no qual aparece um cinturão de boulevards plantados com uma fileira dupla de árvores inclusive na margem esquerda com rotatórias com várias portas. O percurso indicado para os bulevares da margem direita é o dos grands boulevards, o dos Boulevards du Midi difere daquele criado no século seguinte, em grande parte em 1760. Ao receber este plano, Claude Pelletier explica: 
[…] tendo considerado a vantagem que se poderia esperar de um plano de Paris exato e confiável no qual estariam marcadas as mudanças que poderiam ser feitas ao longo do tempo, para facilitar a comunicação e para o embelezamento desta cidade, o tínhamos levantado este plano.
As muralhas foram demolidas e as antigas valas preenchidas, sendo substituídas na parte oriental por uma vala externa no lado do faubourg com 24 metros largura para a passagem dos esgotos. O "Nouveau Cours" foi construído durante o reinado de Luís XIV, de 1674, ano das primeiras plantações, a 1705.
Da Bastilha à Porta Saint-Denis, o percurso é realizado no local da antiga muralha, mantendo-se principal o Bastião da Porta Saint-Antoine como local de passeio ao longo do boulevard. Nesta parte oriental, o bulevar é bastante irregular na largura e no perfil acompanhando a topografia das antigas fortificações. As rampas serão atenuadas durante o século XIX pelo nivelamento de várias passagens mas estas irregularidades permanecem visíveis, em particular pela vala da calçada do Boulevard Saint-Martin entre os passeios elevados e pelas interrupções no alinhamento dos edifícios correspondentes ao traçado dos antigos baluartes.
Da Porte Montmartre à Porte Saint-Honoré, o percurso se desenvolve ao norte do Muro das Fossés Jaunes em terras cultivadas, liberando espaços onde estão construídos cerca de 1.700 magníficos casarões. Nesta parte oeste, o percurso tem o caráter de um boulevard. Em sua parte central, da Porte Montmartre ao Boulevard du Temple, estão estabelecidas atrações populares (teatros, bailes, acrobatas, restaurantes, etc.). Sua parte oriental (Boulevard des Filles-Calvaires e Boulevard Beaumarchais) é menos animada.
A coerência do conjunto é marcada por uma calçada onde circulam quatro carros lado a lado e por vielas laterais plantadas com duas fileiras de árvores. Alguns portões fortificados são substituídos por arcos do triunfo (Porte Saint-Denis, Porte Saint-Martin).

### Melhorias
A via foi pavimentada em 1778.
Ao mesmo tempo, o esgoto que fluía na vala que percorria o lado de fora da parte leste do curso, desde o bastião de Saint-Antoine até a Place du Château-d'Eau (local da Place de la République) é coberto, este fosso parcialmente preenchido, este bastião removido e o bulevar estendido para a Porte Saint-Antoine (local da Place de la Bastille). A velha vala se torna um beco lateral ao longo da borda externa do bulevar abaixo. Ruas baixas correm ao longo de outras partes do bulevar, ao norte, rue d'Orléans entre as Portes Saint-Martin e Saint-Denis.
Os edifícios são construídos na segunda metade do século XVIII e início do século XIX na borda interna do curso (lado cidade) em grande parte contornou a metade do século XVIII pelas paredes dos jardins ou terrenos atrás das propriedades limítrofes.
A iluminação a gás apareceu em 1817 na Passage des Panoramas e se estendeu até o bulevar em 1826. O primeiro ônibus puxado por cavalos Madeleine-Bastille foi lançado em 30 de janeiro de 1828.
Em meados do século XIX, as vielas laterais são elevadas e integradas ao boulevard ou separadas das ruas inferiores pela construção de edifícios.

### As reformas de Haussmann
Haussmann integrou os grands boulevards em sua rede de circulação e completou com a construção de outros eixos principais (Boulevard Richard-Lenoir, Boulevard Haussmann, Avenue de la République...) e perturba o local pelo desenvolvimento da vasta Place de la République que o faz junto com a maioria dos antigos teatros no "Boulevard du Crime" e no cruzamento da Opéra, o que reduz a legibilidade na topografia parisiense do antigo recinto. A noção de "Grands Boulevards" tornou-se um pouco mais embaçado. Muitos parisienses sem dúvida incluirão espontaneamente o Boulevard Haussmann, porque as vitrines das grandes lojas de departamentos que atraem os passeantes são bem adequadas ao espírito boulevardier.

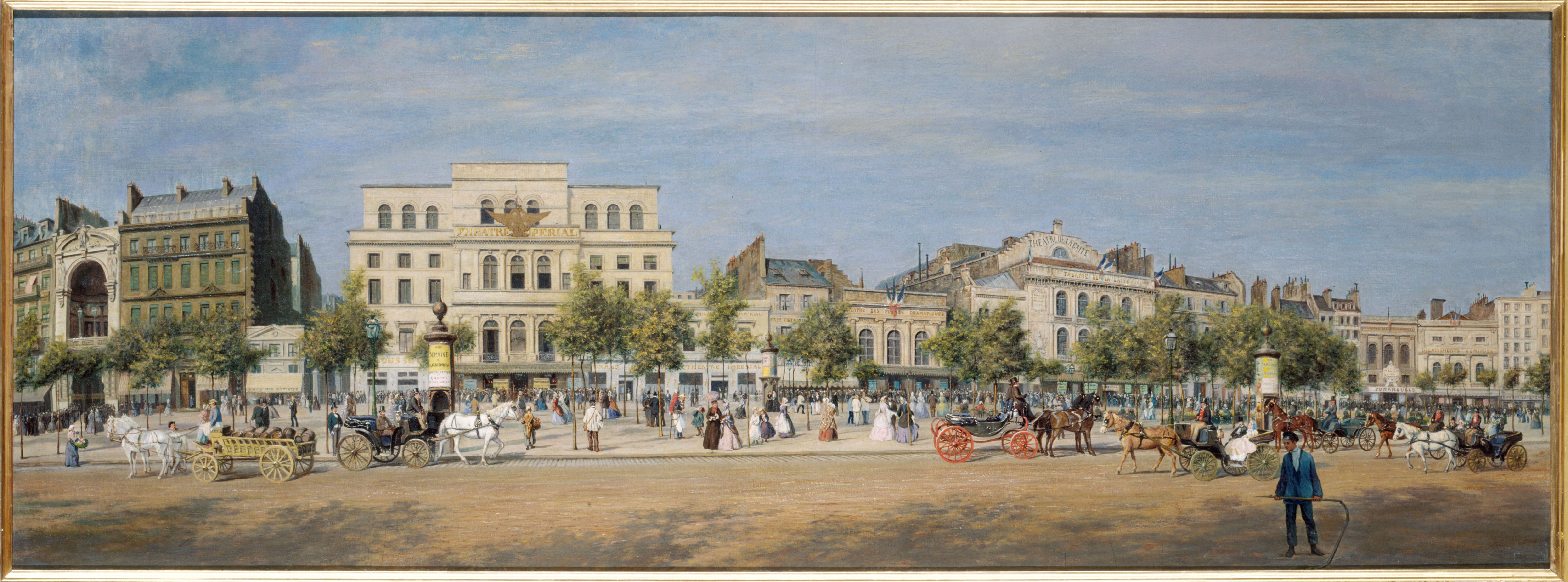
Pintura de 1862 representando o Boulevard du Temple com, da esquerda para a direita, o Teatro histórico, o Cirque-Olympique, as Folies-Dramatiques, a Gaîté, o Théâtre des Funambules, os Délassements-Comiques (pintura de Adolphe Martial Potémont, Museu Carnavalet). Esses teatros foram destruídos durante a criação da atual Place de la République no final da década de 1860.

### Uma Meca para a grande festa parisiense

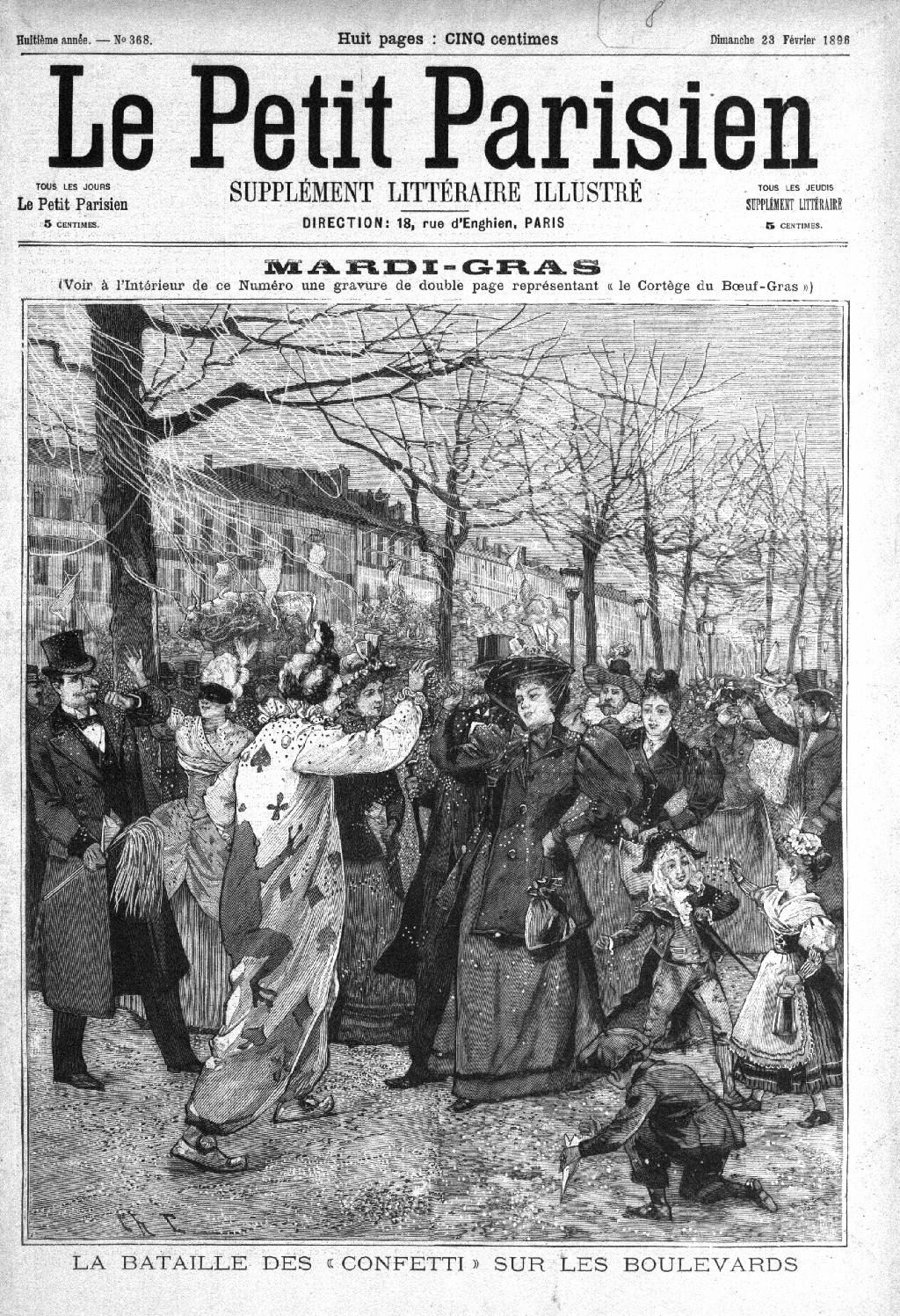
Batalha de confetes e árvores enroladas em serpentinas nos Grands Boulevards em 1896.

Os parisienses fazem dela um local de passeio cujo sucesso persiste através dos séculos e das transformações urbanas.
Le Bel-Ami de Maupassant vagava pelos bulevares em busca de prazeres. A maior parte do romance surrealista de André Breton, Nadja se desenrola aí em meados da década de 1920. E, nos anos 1950, ainda era nos boulevards que Fred Astaire sentia melhor o prazer de estar em Paris em Funny Face. No século XX, especialmente na parte ocidental, muitos cafés e restaurantes foram substituídos por edifícios de escritórios ou sedes de empresas. No século XIX, os Grands Boulevards tornaram-se um ponto de encontro essencial para o então muito importante Carnaval de Paris. Vinham a multidão em carnaval invadindo-os a tal ponto que, por volta de 1900, os três dias gordos com o Mardi Gras, e a quinta-feira da Mi-Carême, tinha que se desviar a circulação de veículos e interromper a passagem do famoso ômnibus Madeleine-Bastille. Durante seus desfiles em Paris, as procissões do Boeuf Gras e das rainhas da Mi-Carême passam inevitavelmente.
Nos Grands Boulevards, aconteceram batalhas gigantescas de confetes, vendidos a vidro ou a quilo, de 1892 a 1914. No início da década de 1890, na época do festival, as serpentinas tornavam as árvores dos Grands Boulevards "todas cabeludas e multicoloridas".
A última procissão de carnaval parisiense muito grande lançada até hoje, na quinta-feira de Mi-Carême 28 de março de 1946, não deixará de levar todos os Grands Boulevards.

## Os boulevards do "mur murant" Paris
Nova linha de fortificação, novo anel de boulevards: a partir de 1784, Ledoux construiu o Muro dos Fermiers Généraux, delimitada por uma linha de boulevards no exterior. Este muro de concessão, odiado pelos parisienses, desapareceu quando o próximo recinto for construído, mas os boulevards permaneceram. Os planos da cidade dos anos 1950 tentarão, sem sucesso, transformá-los em rodovia urbana.

## Boulevards da margem esquerda
Os bairros do sul comportam uma rede de boulevards de densidade equivalente à da margem direita. Instalados originalmente na periferia de áreas urbanizadas, esses belos passeios raramente eram usados no século XIX. Atualmente, esses boulevards são geralmente menos animados do que os do norte do Sena, com exceção do Boulevard du Montparnasse.

## Os boulevards dos Marechais
Na década de 1920, a destruição do Muro de Thiers possibilitou a criação de um terceiro cinturão de boulevards que percorre todo o percurso de Paris. Essas novas rotas foram batizadas com os nomes de Marechais do Império. Eles formaram a "fronteira" de Paris para muitos parisienses, até a época do Boulevard périphérique (N.B.: Os parisienses nunca nomeiam "Grands Boulevards" os Boulevards dos Marechais).

## Os boulevards haussmannianos

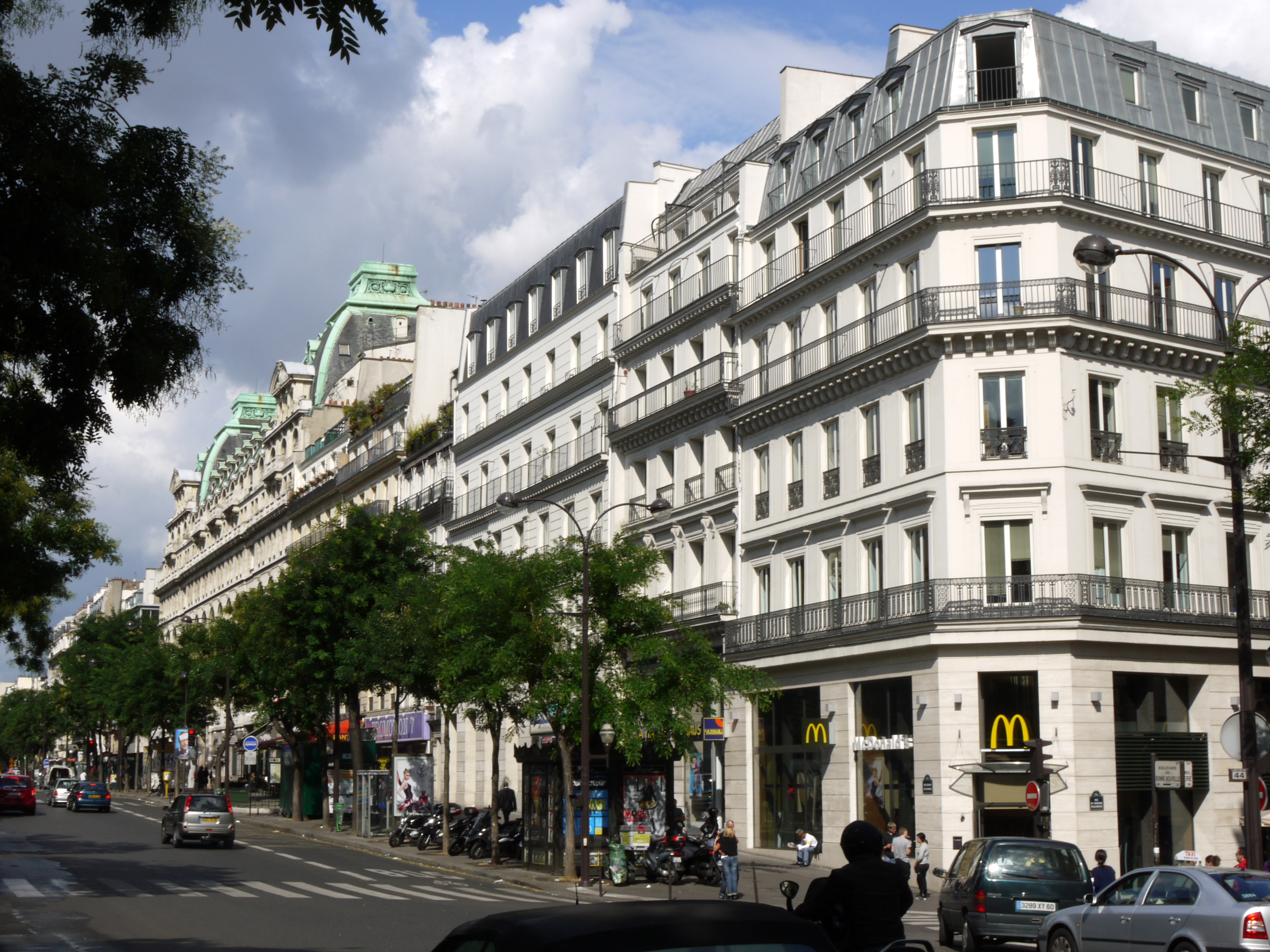
Boulevard Poissonnière.

Os boulevards "Haussmannianos" constituem um tipo particular de boulevards em função da sua origem. Eles são o resultado de grandes avanços no tecido parisiense e não da exploração do espaço vazio de um antigo muro. São semelhantes a outros boulevards por suas características geográficas (artérias concêntricas), sociais e culturais. Exemplos: Boulevard Saint-Germain, Boulevard Haussmann.
As principais obras do Segundo Império impuseram o bulevar no coração de Paris, embora só tivesse sido construído até então em áreas com pouca ou nenhuma população. O bulevar, que antes servia apenas para contornar a capital, passa a ser o eixo estruturante do trânsito.
É em termos de arquitetura que o período haussmanniano, tanto nos boulevards antigos como nas novas, contribui para a imagem de Paris: os alinhamentos dos edifícios regidos pelos regulamentos de urbanismo de Paris, com suas varandas ao longo de uma ilha, tornam o boulevard parisiense um eixo imediatamente reconhecível.